# João Góis
João Duarte Teixeira Góis (Camacha, 5 maggio 1990) è un calciatore portoghese, difensore del Vila Meã.

## Carriera
Ha giocato 18 partite nella massima serie portoghese col Paços Ferreira.